# Tamara de Lempicka
Tamara de Lempicka, nata Maria Rozalia Gurwik-Górska, coniugata Łempicki (Varsavia, 16 giugno 1894 – Cuernavaca, 18 marzo 1980), è stata una pittrice polacca, appartenente alla corrente dell'Art déco.

## Biografia
Figlia di Malvina Decler, una polacca, e di Boris Gurwik-Górski, agiato ebreo russo. A seguito della prematura scomparsa del padre, Tamara visse con la madre e i suoi due fratelli (Stanisław e Adrienne) e la nonna Clementine. Nel 1907 compie il suo primo viaggio in Italia per accompagnare la nonna e ha l'occasione di visitare le città d'arte italiane. Successivamente, dopo essersi spostata in Francia, Tamara impara alcuni rudimenti di pittura da un francese di Mentone.
La sua formazione scolastica, seguita dalla nonna Clementine, va posta tra una scuola di Losanna (Villa Claire) in Svizzera e un prestigioso collegio polacco di Rydzyna.
L'anno successivo, alla morte della nonna, si trasferisce a San Pietroburgo in casa della zia Stefa Jansen. Qualche anno dopo a San Pietroburgo, per conoscere il facoltoso avvocato Tadeusz Łempicki, si presenta ad una sua festa vestita da guardiana delle oche con un paio di oche vive al seguito. Riesce nel suo intento, facendo colpo sul maturo aristocratico che sposerà nel 1916, e con cui avrà la figlia Kizette nello stesso anno. Durante la rivoluzione russa del 1918, suo marito venne arrestato dai bolscevichi, ma venne liberato grazie alle conoscenze della giovane moglie. Considerata la situazione sociale che c'era in Russia, i Łempicka decisero di trasferirsi a Parigi.
Per far fronte alla vita di stenti da rifugiata, Tamara inizia a lavorare come disegnatrice di cappelli e s'iscrive ai corsi di pittura dell'Académie de la Grande Chaumière e dell'Académie Ranson con maestri come Maurice Denis e André Lhote. Qui affinò il suo stile personale, fortemente influenzato dalle istanze artistiche dell'Art Déco ma al contempo assai originale unendo cubismo e neoclassicismo. Nel 1922 espone al Salon d'Automne, la sua prima mostra in assoluto. In breve tempo divenne famosa come ritrattista col nome di Tamara de Lempicka. Bisessuale dichiarata, nel 1928 divorziò dal marito. Fu anche ospite di Gabriele D'Annunzio al Vittoriale, rifiutando i suoi continui tentativi di seduzione.
Dopo aver viaggiato estesamente per l'Europa, compreso in Italia e in Germania, all'inizio della seconda guerra mondiale si trasferì a Beverly Hills in California con il secondo marito, il barone Raoul Kuffner de Diószegh (1886-1961), che aveva sposato nel 1933. Nel 1943 si spostarono nuovamente, questa volta a New York, dove la pittrice continuò la sua attività artistica. Dopo la morte del barone Kuffner nel 1961, Łempicka andò a vivere a Houston in Texas, dove sviluppò una nuova tecnica pittorica consistente nell'utilizzo della spatola al posto del pennello. Le sue nuove opere, vicine all'arte astratta, vennero accolte freddamente dalla critica, tanto che la pittrice giurò di non esporre più i suoi lavori in pubblico. Nel 1978 si trasferì a Cuernavaca in Messico. Morì nel sonno il 18 marzo 1980. Come da sua volontà, il suo corpo venne cremato, e le ceneri vennero sparse sul vulcano Popocatépetl.

## Fortuna
La popstar Madonna, affascinata dalla biografia della pittrice, è divenuta una delle principali collezioniste delle opere di Tamara de Lempicka, e ne ha prestate alcune a musei e per l'organizzazione di eventi. Ciò ha contribuito nei recenti anni alla riscoperta (almeno mediatica) e alla rivalutazione della Lempicka. Madonna ha presentato le opere della Lempicka nei video musicali di alcuni dei suoi grandi successi, ad esempio in Open Your Heart (1987), Express Yourself (1989), Vogue (1990) e Drowned World/Substitute for Love (1998), così come durante il Who's That Girl Tour del 1987 e il Blond Ambition World Tour del 1990.
Tra gli altri collezionisti delle opere della Lempicka troviamo l'attore Jack Nicholson, l'attrice e cantante Barbra Streisand e gli stilisti Dolce e Gabbana.

## Opere
- Cinese (1921)
- Il sesso (1922)
- Nudo sdraiato (1922)
- Strada nella notte (1922-1923)
- Nudo con lei (1923)
- La bohémienne (1923)
- Donna in gonna nera(1923)
- Ritratto di Bibi Zögbe (Il fondo rosa)(1923)
- Danzatrice russa(1924-1925 ca)
- Ritratto di Kizette (1924 ca)
- L'uccello rosso (1924)
- Ritratto di Madame Zanetos (1924)
- Il doppio "47" (1924 ca)
- Il velo verde (1925 ca)
- Irene e sua sorella (1925)
- Due nudi in prospettiva (1925 ca)
- Autoritratto (1925)
- Ritratto del principe Eristoff (1925)
- Ritratto del marchese D'Afflitto (1925)
- Ritratto di Guido Sommi Picenardi (1925)[4]
- Ritratto della duchessa de La Salle (1925)
- Kizette in rosa (1926)
- Ritratto di S. A. I. il granduca di Gavriil (1926)
- Rafaëla sur fond vert (1927)
- La tunica rosa (1927)
- La bella Rafaëla (1927)
- Ritratto del barone Kuffner (1928)
- Le due amiche (1928)
- Maternità (1928)
- Ritratto di Tadeusz Lempicki (1928)
- New York (1929 ca)
- Donna con la colomba (1929)
- Autoritratto (Tamara sulla Bugatti verde) (1929)
- Andromeda (1929)
- Ritratto di Madame G (1930)
- Nudo e edifici (1930)
- Il telefono II (1930)
- La sciarpa blu (1930)
- Ritratto di Ira P. (1930)
- Giovane fanciulla con i guanti (Jeune fille aux gants) (1930)
- Primavera (1930)
- Arlette Boucard aux arums (1931)
- Arums (1931)
- Autoritratto nella Bugatti verde (1932)
- Adamo ed Eva (1932)
- Ritratto di Marjorie Ferry (1932)
- Ritratto di Suzy Solidor (1932)
- Ritratto di Madame M. (1932)
- Ritratto del conte Vettor Marcello (1933)
- Ritratto di Mademoiselle Poum Rachou (1934)
- La Vergine blu (1934)
- La Madre superiora (1935)
- Ritratto di Louisianne Kuffner(1939)
- La fuga (1940 ca)
- La vergine col bambino (1930)
- Chiave e mano (1946)
- Paesaggio surrealista (1947 ca)